# Espectroscopia de absorção atômica
A espectrometria de absorção atômica, também conhecida como espectroscopia de absorção atômica, é o método analítico utilizado para determinar quantitativamente a presença de metais. O método consiste em determinar a presença e a concentração de determinados elementos (analito) em amostras, sendo elas em sua grande maioria em uma solução aquosa, mas também podendo ser analisada diretamente em estado sólido via vaporização eletrotérmica. A espectrometria de absorção atômica se baseia na absorção de luz (radiação) por íons metálicos livres em estado gasoso. A absorção de radiação causa uma excitação dos elétrons fazendo com que ocorra um salto quântico, onde o elétron passa de um nível de energia para outro mais energético. Essa absorção provém da emissão de uma fonte de energia, que pode ser a chama de um gás e um comburente, como o acetileno a 3.000 graus Celsius no caso da espectrometria de absorção atômica de chama, onde após emissão de energia, ocorre a absorção, causando a excitação dos elétrons, que posteriormente devolvem a energia recebida para o meio, sendo essa energia liberada uma radiação eletromagnética quantizada em um fóton, voltando assim para a sua camada orbital de origem. 
A energia devolvida na forma de um fóton de luz, por sua vez, absorve a radiação ultravioleta emitida pela fonte específica (cátodo oco) do elemento químico em questão. Dessa forma, elétrons contidos na solução, que também sofrem salto quântico e não pertencem ao mesmo elemento que constitui o cátodo oco que está sendo usado no momento, não serão capazes de causar uma interferência. Isso se deve a absorção dos elétrons ocorrer apenas na radiação com comprimento de onda referente ao elemento químico do qual fazem parte. 
Quase todas as interferências encontradas na espectroscopia de absorção atômica podem ser reduzidas ou completamente eliminadas pelos seguintes procedimentos: 
- Usar, se possível, padrões e amostras de composição semelhante para eliminar os efeitos de matriz (ajuste de matriz).
- Alterar a composição da chama ou sua temperatura para reduzir a formação de compostos estáveis na chama.
- Selecionar raias de ressonância que não sofram interferência espectral de outros átomos ou moléculas e de fragmentos moleculares.
- Separar por extração com solventes ou processos de troca iônica o elemento interferente. Este procedimento é mais necessário na espectroscopia de emissão de chama.
- Usar um método de correção de radiação de fundo.

Entre os elementos analisados principais encontram-se: Ca, Na, K, Mn, Fe, Zn, Se, Cd, Pb e Cu.

## Histórico
A espectroscopia de emissão atômica foi usada pela primeira vez como uma técnica analítica e os princípios subjacentes foram estabelecidos na segunda metade do século XIX por Robert Wilhelm Bunsen e Gustav Robert Kirchhoff , ambos professores da Universidade de Heidelberg , Alemanha.
A forma moderna de AAS foi amplamente desenvolvida durante a década de 1950 por uma equipe de químicos australianos. Eles foram liderados por Sir Alan Walsh na Commonwealth Scientific and Industrial Research Organization (CSIRO), Division of Chemical Physics, em Melbourne , Austrália .

## Instrumentação

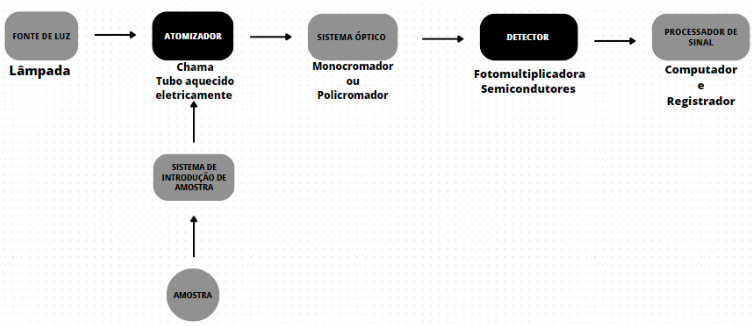
Componentes da Espectroscopia de Absorção Atômica

Para ser possível a análise dos analitos de interesse, a amostra tem que passar por uma atomização, sendo o atomizador um componente vital para o equipamento. Os atomizadores mais utilizados atualmente são os de chama e eletrotérmicos (tubo de grafite). A atomização ocorre pela irradiação por radiação óptica, em que a fonte de radiação pode ser de radiação de linha específica de um elemento (lâmpada de cátodo oco) ou uma fonte contínua para diferentes elementos. A fonte de radiação emite a radiação, passando pela amostra vaporizada pelo atomizador, que vai absorver parte dessa radiação, transmitindo uma radiação incidente por um monocromador que, como um filtro, vai selecionar a radiação específica do elemento de qualquer outra radiação emitida pela fonte de radiação, por fim sendo captada pelo detector onde os dados serão processados.

### Atomização
A atomização por hidreto ou vapor frio e atomização por descarga incandescente são formas de atomização utilizadas para análises mais específicas, mas atualmente as chamas espectroscópicas e atomizadores eletrotérmicos são formas de atomização mais utilizadas e comuns para análise. 

## Variações do método
A técnica pode fazer uso de diferentes métodos de atomização (chama, tubo de grafite, geração de hidreto ou vapor frio):
- Espectroscopia de absorção atômica de chama (FAAS)
- Espectroscopia de absorção atômica em forno de grafite (GFAAS)
- Espectroscopia de absorção atômica por geração de hidretos (HGAAS)
- Espectroscopia de absorção atômica de Vapor a frio (CVAAS)